# BrewDog
Pivovar BrewDog je skotský pivovar z města Ellon, Aberdeenshire založený v roce 2007 Jamesem Wattem a Martinem Dickiem. Pivovar se specializuje na svrchně kvašená craft piva. Je pověstný svým marketingem.

## Piva
Pivovar produkuje lahvová a plechovková piva pro koncové konzumenty a sudová pro podniky. Zaměřuje se převážně na svrchně kvašená piva.
Stálá nabídka obsahuje:
- Punk IPA (5.6% alkoholu, dříve 6.0%) – silně chmelený a silný ale amerického stylu. Vlajková loď pivovaru.
- 5am Saint (5.0% alkoholu) – červený ale
- Hardcore IPA (9.2% alkoholu) – extrémně silně chmelená a silná double IPA
- Dead Pony Club (3.8% alkoholu) – silně chmelený světlý ale kalifornského stylu
- Libertine Black Ale (7.2% alkoholu) – černá IPA

Mimo tyto piva vaří jednorázové várky všech možných pivních stylů.

## Bary
Pivovar provozuje několik barů ve Velké Británii ve větších městech a jeden bar ve Stockholmu.

## Zajímavosti
V roce 2009 uvařili pivo Tactical Nuclear Pinguin s 32% alkoholu, které bylo v té době nejsilnější pivo na světě. Poté, co bylo toto pivo překonáno pivovarem Schorschbräu, uvařili v roce 2010 nové pivo Sink The Bismarck s 41% alkoholu, čímž získali titul nejsilnějšího piva světa zpět.
Sérii nejsilnějších piv zakončili v roce 2010 uvařením piva The End Of History s 55% alkoholu. Tohoto piva bylo vyrobeno 11 lahví, které se distribuovaly v kůži mrtvých veverek.